# Julia Pearl Hughes
Julia Pearl Hughes (condado de Alamance, 19 de marzo de 1873 - 14 de septiembre de 1950), también conocida como Julia PH Coleman o Julia Coleman-Robinson, fue una farmacéutica, emprendedora, activista social y ejecutiva estadounidense, conocida por ser la primera mujer farmacéutica afroestadounidense dueña y gestora de su propia farmacia. Además, tiempo después, se convirtió en la primera mujer afroamericana en postularse para un cargo político en el estado de Nueva York. 

## Primeros años y educación
Hughes nació en Melville Township, condado de Alamance, cerca de la ciudad de Mebane, Carolina del Norte, siendo la sexta de ocho hijos de John y Mary (Moore) Hughes.
Se graduó en 1893 en el Scotia Seminary en Concord, Carolina del Norte (más tarde Barber-Scotia College). Tras impartir clases en la escuela durante un par de años, se matriculó en la Facultad de Farmacéutica (ahora Facultad de Farmacia) de la Universidad de Howard obtiendo en 1897 el doctorado en farmacia.

## Carrera temprana y primer matrimonio
Después de graduarse, Hughes se mudó a Filadelfia, Pensilvania, donde dirigió la farmacia del Hospital Frederick Douglass (más tarde Hospital Mercy-Douglass) mientras realizaba un trabajo de posgrado en la Facultad de Farmacia de Filadelfia (ahora la Universidad del Ciencias). En 1899 abrió su propia farmacia en el 937 Christian Street en el sur de Filadelfia, llamada Hughes Pharmacy. Fue la primera farmacéutica afroamericana en poseer y operar su propia farmacia. Un periódico contemporáneo publicó: "Con todas las perspectivas de éxito, la señorita Julia P. Hughes ha abierto un establecimiento elegantemente decorado ... y ya está haciendo un negocio rentable".
El 16 de febrero de 1900, la Dra. Hughes se casó con el periodista James Harold Coleman, natural de Richmond, Virginia; la pareja se mudó a Newport News, Virginia, donde, durante cuatro años, ella gestionó su propia farmacia. En 1912, James Coleman fue empleado como "agente de colonización" para los colonos negros de Blackdoom, una ciudad proyectada para personas negras en el condado de Chaves, en Nuevo México, a dieciocho millas de Roswell, Nuevo México. Mientras, la Dra. Hughes se mudó a Washington D. C. para vivir con su madrastra y otros parientes. En 1916, la pareja se divorció sin haber tenido hijos.

## Hair Care-Vim Chemical Company
En el momento de su divorcio, la Dra. Hughes ya había abandonado su farmacia. En marzo de 1914 fundó, junto con T. Thomas Fortune, el periódico semanal The Washington Sun. 
Mientras trabajaba en el periódico, Hughes exploró nueva formas de ganarse la vida, convirtiéndose en peluquera. Gracias a su conocimiento en química, creó varios preparados diseñados para hacer crecer y alisar el cabello rizado y erradicar la caspa, además de champús, jabones, polvos y lociones.
En 1909, la Dra. Hughes y su entonces esposo habían formado Columbia Chemical Company, cuyo propósito era producir y comercializar un preparado para el cabello, que ella llamó "Hair-Vim", específico para mujeres afroamericanas. La empresa se disolvió en septiembre de 1910. Luego, después de regresar a Washington, y con cinco dólares en su bolsillo, la Dra. Hughes estableció la "Hair Care-Vim Chemical Company", con ella misma como "presidenta y gerente". La empresa se dedicó a la producción y venta de "una composición comercializada como Hair-Vim. Primero estableció una tienda en 643 Florida Avenue, NW, y luego trasladó el negocio a la casa de su madrastra en 1234 U Street, NW en Washington D. C.
Sus proyectos empresariales tuvieron éxito. Pronto pudo vender su empresa periodística y dedicarse a tiempo completo a la producción y venta de sus lociones para el cabello, jabones, cremas faciales, "bálsamos de maíz" y champús. En julio de 1916, expandió las actividades de la compañía a la cercana Baltimore, Maryland.
Aunque estaba muy por detrás de líderes en el campo como Madame C. J. Walker y Annie Turnbo Malone, la Dr. Hughes pudo, gracias al marketing, mantener a Hair-Vim en el negocio durante casi treinta años. Proporcionó productos gratuitos a los salones de belleza y animó a los propietarios de las tiendas a utilizarlos con sus clientes. También emuló a Madame Walker y a Malone en el desarrollo de escuelas de "Cultura de la belleza" que promovían la forma de peinarse "Hair-Vim".

## Encuentro con las leyes de Jim Crow
El 25 de mayo de 1918, la Dra. Hughes decidió hacer un viaje a Baltimore, Maryland a través del Washington, Baltimore and Annapolis Electric Railway, pero por su raza se vio obligada a ceder su asiento de primera clase según las leyes Jim Crow. Cuando llegó a Baltimore, contrató los servicios del abogado afroamericano local W. Ashbie Hawkins y demandó al ferrocarril. Ganó el caso y recibió una indemnización por daños y perjuicios por un total de veinte dólares.

## Mudanza a Nueva York
En 1919, según la revista de la NAACP (Asociación Nacional para el Progreso de las Personas de Color) The Crisis, Hughes decidió establecer una sucursal (de Hair Care-Vim Chemical Company) en la ciudad de Nueva York.

## Activismo y segundo matrimonio
Después de establecerse en la ciudad de Nueva York, la Dra. Highes, además de supervisar las actividades de su empresa, se involucró activamente en muchos movimientos sociales y progresistas. Fue miembro de la Asociación Médica Nacional y durante un tiempo se desempeñó como "secretaria farmacéutica". También participó activamente en el Consejo Nacional de Mujeres Negras, la Asociación Nacional para el Progreso de las Personas de Color y a nivel local en la Liga Urbana Nacional, así como en varios grupos de iglesias y grupos cívicos locales. En diciembre de 1927, fue elegida presidenta de la Federación de Clubes de Mujeres de Color de la ciudad de Nueva York; fue elegida en parte, como dice un relato de un periódico contemporáneo, debido a su exitosa gestión como "jefa del departamento de negocios de la Federación Estatal de Clubes de Mujeres de Color".
En 1920, con varios líderes negros, incluidos William Pickens, Chandler Owen, Robert S. Abbott y John E. Nail, firmó una carta al fiscal general Harry M. Daugherty instando al enjuiciamiento enérgico del nacionalista negro Marcus Garvey por cargos. de fraude postal . Garvey los atacó, llamándolos "traidores raciales" y señalando al Dr. Coleman como "alisador de cabello y blanqueador facial".
La Dra. Hughes también se involucró en la política local, afiliándose al Partido Republicano. En septiembre de 1924, se postuló para la nominación del Partido Republicano para la Asamblea del Estado de Nueva York por el Distrito Diecinueve, afirmando que "espera despertar a la mujer de color como nunca antes en su deber político". Sin embargo, perdió las elecciones primarias ante Abraham Grenthal, abogado y jefe del partido republicano del distrito.
El 12 de agosto de 1930, en Washington, la Dra. Hughes se casó con el reverendo John Wallace Robinson, pastor de la Iglesia Metodista Episcopal de San Marcos en Harlem. Estuvieron casados durante once años, hasta la muerte del reverendo en noviembre de 1941.
Tras enviudar, la Dra. Hughes se retiró gradualmente del mundo empresarial y social, y murió en septiembre de 1950. Fue enterrada junto a su segundo marido en Frederick Douglass Memorial Park en Staten Island, Nueva York.